# 雷夫·范恩斯
賴夫·費恩斯（英語：Ralph Fiennes，发音为/ˈreɪf ˈfaɪnz/，1962年12月22日—），英國演員、導演及電影製片人。作為莎士比亞劇目的演譯者，他在皇家國家劇院的舞台上表現出色，繼而在皇家莎士比亞劇團取得進一步的成功。他曾獲得多項榮譽，包括英國電影學院獎和東尼獎，以及兩項奧斯卡金像獎和一項艾美獎的提名。
費恩斯在1992年艾米莉·勃朗特的《呼嘯山莊》裡飾演希斯克利夫，這是他的電影首作。他在史提芬·史匹堡的1993年戲劇《舒特拉的名單》裡飾演納粹戰犯阿蒙·哥特的角色為他贏得奧斯卡金像獎和金球獎最佳男配角的提名，他還憑此角獲得英國電影學院獎最佳男配角。後來他憑著1996年的《別問我是誰》中飾演阿爾馬西伯爵一角為他得到第二次奧斯卡金像獎的提名，這次是最佳男主角，還有英國電影學院獎和金球獎的提名。
費恩斯演出過其他許多著名的電影，他也有為不同的電影配音。2005年至2011年，費恩斯在《哈利波特系列電影》中飾演主要反派角色佛地魔。在占士·邦系列電影中，他曾於2012年的《007：空降危機》、2015年的《007：鬼影帝國》及2021年的《007：生死有時》中扮演軍情六處的負責人加雷斯·馬洛里（代號M）。
2011年，費恩斯憑著改編自莎士比亞的悲劇《科利奧蘭納斯》的電影首次執導，並在其中擔任主角拉爾斯·馬薛思·科利奧蘭納斯。隨後，他亦於2013年的《狄更斯的秘密情史》中飾演查理斯·狄更斯。
戲劇演出方面，費恩斯憑著百老匯重演的《哈姆雷特》中飾演哈姆雷特王子一角而獲得東尼獎的最佳戲劇男主角，他曾獲奧斯卡金像獎提名兩次，也是唯一在百老匯劇院獲得該獎的男演員。他於2001年獲華盛頓的莎士比亞劇院頒獎威廉·莎士比亞獎。
自1999年以來，費恩斯一直擔任聯合國兒童基金會的駐英國大使（UNICEF UK ambassador）。他還是倫敦電影學院的名譽副教授。對於費恩斯在鏡頭後的工作，他於2019年獲得斯坦尼斯拉夫斯基獎。

## 早年生活與家庭
費恩斯的全名為賴夫·納旦尼爾·特威斯頓-維克漢-費恩斯（Ralph Nathaniel Twisleton-Wykeham-Fiennes），他在1962年12月22日生於英國薩福克郡葉士域治。他生於一個貴族世家，其父親馬克·費恩斯（1933-2004）是個農夫兼攝影師，而母親是作家珍妮佛·拉什。費恩斯的祖父是企業家摩理斯·費恩斯爵士，他也就是阿爾貝里奇·亞瑟·特威斯頓-維克漢-費恩斯的曾孫，也是第16代薩耶與塞勒男爵弗雷德里克·費恩斯爵士的曾曾孫。他擁有英格蘭、愛爾蘭與蘇格蘭的血統。費恩斯的姓氏源自於諾曼人。賴夫·費恩斯是冒險家雷諾夫·費恩斯爵士相隔三代的表親（遠親），他亦是英皇查理斯三世相隔八代的表親（遠親）。
賴夫是家中六名孩子中最年長的那個，他的弟妹包括：演員約瑟夫·費恩斯、導演瑪莎·費恩斯（賴夫於她執導的電影《遲來的情書》裡飾演男主角）、作曲家馬格努斯·費恩斯、電影製片人蘇菲·費恩斯和保育運動人士雅各·費恩斯（Jacob Fiennes），而他的寄養弟弟米高·埃默里（Michael Emery）是一位考古學家。賴夫的外甥希羅·范恩斯·提芬也是一名演員，他於《哈利波特：混血王子的背叛》中飾演年輕（11歲）的佛地魔—湯姆·瑞斗（Tom Riddle）。
費恩斯一家於1973年移居愛爾蘭，在科克郡和基爾肯尼郡生活了幾年。費恩斯在聖基蘭書院接受了一年的教育，隨後轉到禾達福特郡的一所貴格會獨立學校—華特福紐敦學校就讀。後來他們搬到英國的梳士巴利，費恩斯於那裡的華茲華斯主教學院完成學業。在費恩斯決定自己熱衷於表演之前，他於車路士藝術與設計學院學習繪畫。

## 演藝事業

### 早期工作
費恩斯在1983-1985年於皇家戲劇藝術學院接受培訓。在皇家莎士比亞劇團（RSC）裡聲名鵲起之前，他職業生涯始於攝政公園露天劇場及皇家國家劇院。費恩斯於1990年首次登上銀幕，並於1992年在艾米莉·勃朗特的《呼嘯山莊》裡飾演希斯克利夫一角，這是他首次亮相電影，並跟茱麗葉·庇洛仙演對手戲。

### 1990年代

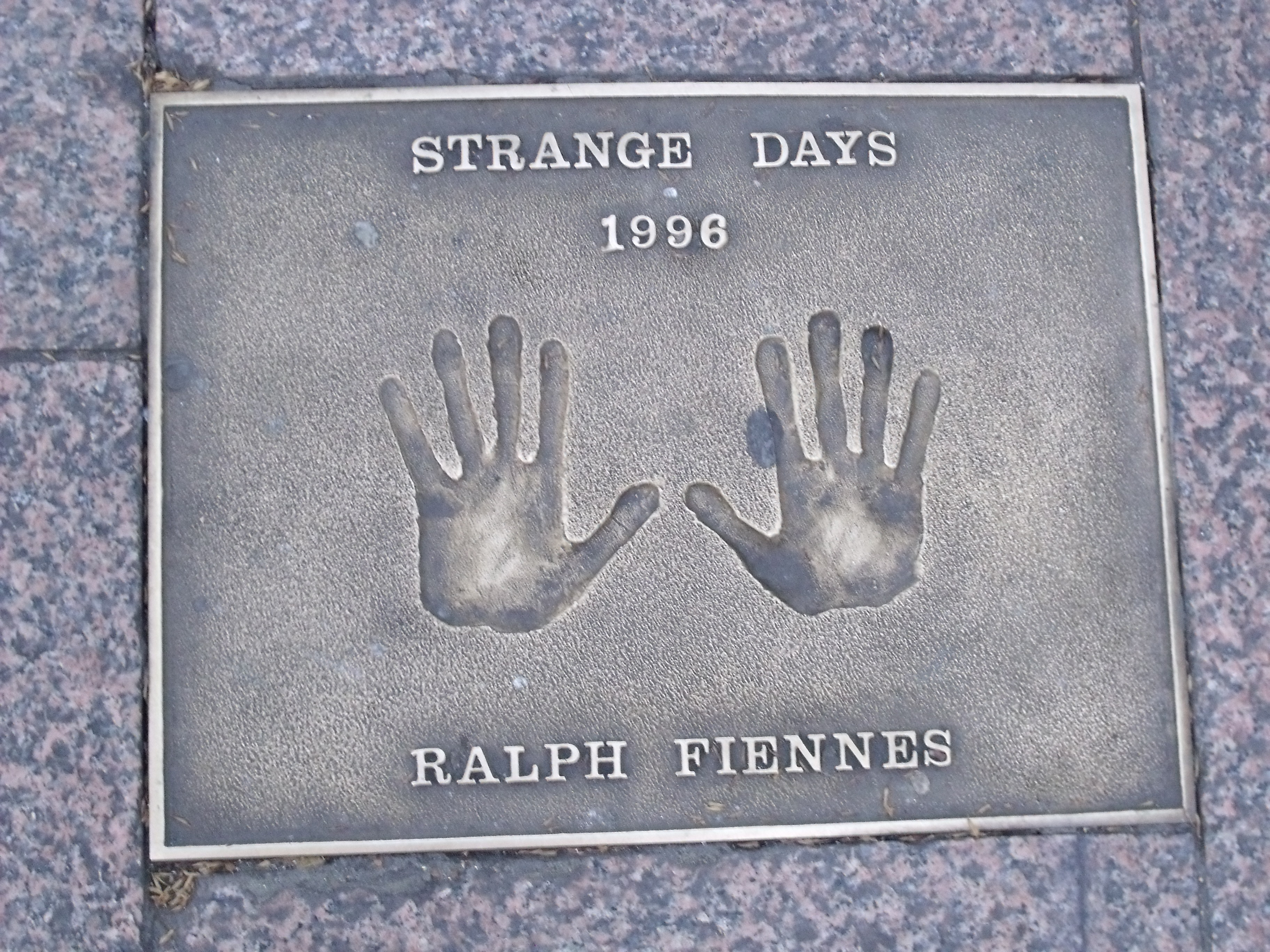
自1996年起，費恩斯的手印設於倫敦李斯特廣場。

1993年是費恩斯的「突破年」。他在彼得·格林納威的電影《魔法聖嬰》中扮演重要的角色，並跟茱莉亞·奧曼演對手戲，然而該片引發了爭議並反應不佳。那年晚些時候，費恩斯憑著史提芬·史匹堡的《舒特拉的名單》中飾演殘暴的納粹集中營指揮官阿蒙·哥特而享譽國際。費恩斯為了演譯哥特一角而增重，但後來減掉了。憑藉在電影中的演出，讓他獲得奧斯卡最佳男配角的提名，並贏得英國電影學院獎最佳男配角。他對哥特的演譯也使他在美國電影學會的「AFI百年百大英雄與反派名單」中名列第15位。費恩斯後來表示，飾演這個角色對他產生了深遠的影響。在隨後的訪談中，費恩斯回憶說：
|  | 邪惡是累積的。事情就這樣發生，人們相信他們必須做一份工作，他們必須接受一種意識形態，即他們有自己的生活要過；他們必須生存，有工作要做，每天都是逐吋逐吋，一點一點的妥協，一點一點地告訴自己這就是你應該過的生活方式，然後突然間這些事情就會發生。我的意思是，我可以私下作出判斷，這是一個可怕、邪惡、令人毛骨悚然的人。但我的工作是描繪這個人，有一種平庸，那種日常，我認為很重要，它出現在劇本之中。事實上，我在跟里安·納遜飾演的奧斯卡·舒特拉的第一場戲其中一個場景中，我說：「你不知道這有多艱難，我必須訂購這麼多-這麼多米的帶刺鐵絲網和那麼多柵欄柱，而且我還必須把這麼多人從A點調到B點」。而且你知道吧，他有點在為工作的困難發洩情緒。 |

1994年，費恩斯在《幕後謊言》中飾演美國學者查理斯·凡·多倫。1996年，他憑著跟姬絲汀·史葛·湯瑪絲共同主演的第二次世界大戰史詩浪漫劇《別問我是誰》，讓費恩斯獲得奧斯卡最佳男主角獎的提名。費恩斯的電影作品涵蓋了多種類型，包括驚悚片《童魘》、動畫聖經史詩《埃及王子》、陣營鄉愁的《復仇者》、浪漫喜劇《女佣變鳳凰》，和歷史戲劇《陽光情人》。
1999年，費恩斯在他參與製作的電影《遲來的情書》裡飾演主角。該電影由他的妹妹瑪莎執導，配樂由其弟弟馬格努斯譜寫。費恩斯於2002年的電影《沉默的赤龍》裡飾演法朗西斯·多拉海德，該片是《沉默的羔羊》與《沉默的殺機》的前傳電影。費恩斯演譯一個跟失明女孩（愛美莉·屈臣 飾）發展浪漫關係的富同情心連環殺手而受到讚揚，影評人大衛·斯特里特寫道：「賴夫·費恩斯作為（漢尼拔·萊克特的）瘋子夥伴，好得嚇人」。

### 2000年代

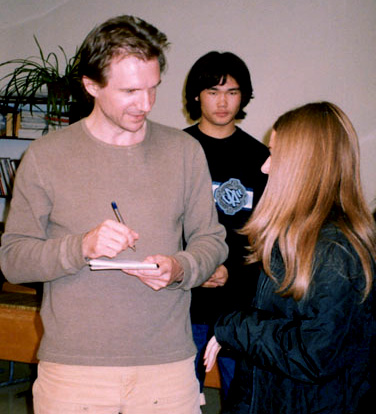
費恩斯於2003年以聯合國兒童基金會英國大使的身份出訪期間，他於吉爾吉斯給影迷簽名。

2005年，費恩斯跟麗素·慧絲一起演出費蘭度·美拿里斯的《無國界追兇》。該片於肯尼亞取景，部分是跟基貝拉貧民窟與羅揚加拉尼貧民窟的實際居民一起拍攝。這部電影獲得評論界的一致好評，尤其是費恩斯與慧絲的演出。他憑此電影獲得英國電影學院獎最佳男主角的提名。這種情況對演員和工作人員的影響程度如此之深，以致他們成立了無國界追兇信託基金來為這些村莊的孩子們提供基礎教育，而費恩斯也成為了該慈善機構的贊助人。費恩斯還是莎士比亞學校藝術節的贊助人，該慈善機構讓英國各地的學童能夠在專業劇院裡演出莎士比亞的劇目。同年，費恩斯於2005年定格動畫喜劇電影《超級無敵掌門狗之世紀大騙兔》裡聲演維多·夸特曼勳爵。，他在這個角色中扮演一個追求著杜特頓小姐，並鄙視著華力士與阿高的殘忍上流社會流氓。

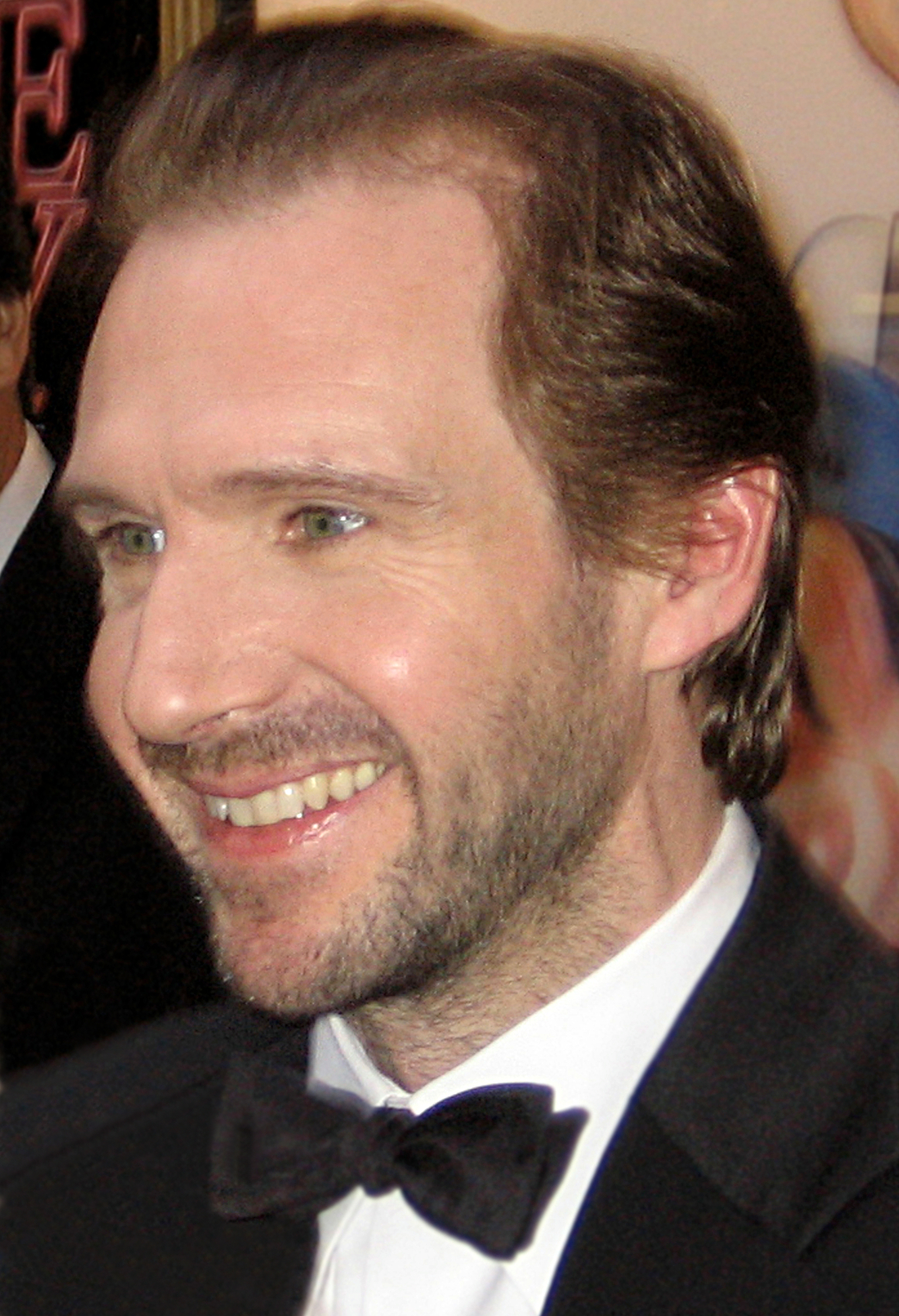
2006年的費恩斯。

費恩斯憑著《哈利波特系列電影》中的反派角色佛地魔而享譽全球。他的首次亮相是在2005年的奇幻電影《哈利波特：火盃的考驗》。他於該系列的其餘部電影中回歸角色，分別是2007年的《哈利波特：鳳凰會的密令》和2010年的《哈利波特：死神的聖物1》，以及2011年的《哈利波特：死神的聖物2》。在接受《帝國雜誌》採訪時，費恩斯指他對佛地魔的刻畫是「本能的、發自內心的和有形的東西」。
2006年，費恩斯與伊恩·麥迪爾米德一起在《信仰治療師》中重返舞台。該復興戲劇在都柏林的門劇院進行首演，然後移師到布斯劇院的百老匯劇院舞台。他憑著其演出獲得東尼獎的最佳戲劇男主角提名。
2008年，他跟頻繁合作的導演喬納森·肯特合作，在倫敦的皇家國家劇院演出索福克里斯的《俄狄浦斯王》中的主角。同年，他於姬拉·麗莉主演的電影《叛逆激情－她與戴安娜的命運》中飾演德文郡公爵；他還在《讀愛》中扮演主角，該劇改編自電影同名小說，並跟琦·溫斯莉共同主演。同年，他還演出了馬田·麥當奴的黑色幽默犯罪驚悚片《殺手沒有假期》裡演出，該片由哥連·費路及班頓·基臣主演。
2009年2月，費恩斯是貝爾格萊德電影節FEST的特邀嘉賓。他在塞爾維亞首都貝爾格萊德拍攝了莎士比亞的《科利奧蘭納斯》電影版（作為其執導首作）。他後來於演出嘉芙蓮·碧格露的伊拉克戰爭電影《拆彈雄心》中跟她重聚，兩人此前曾於1995年電影《末世纪暴潮》中合作。該片於2009年上映，他於當中飾演一名英國私人軍事承包商。

### 2010年代

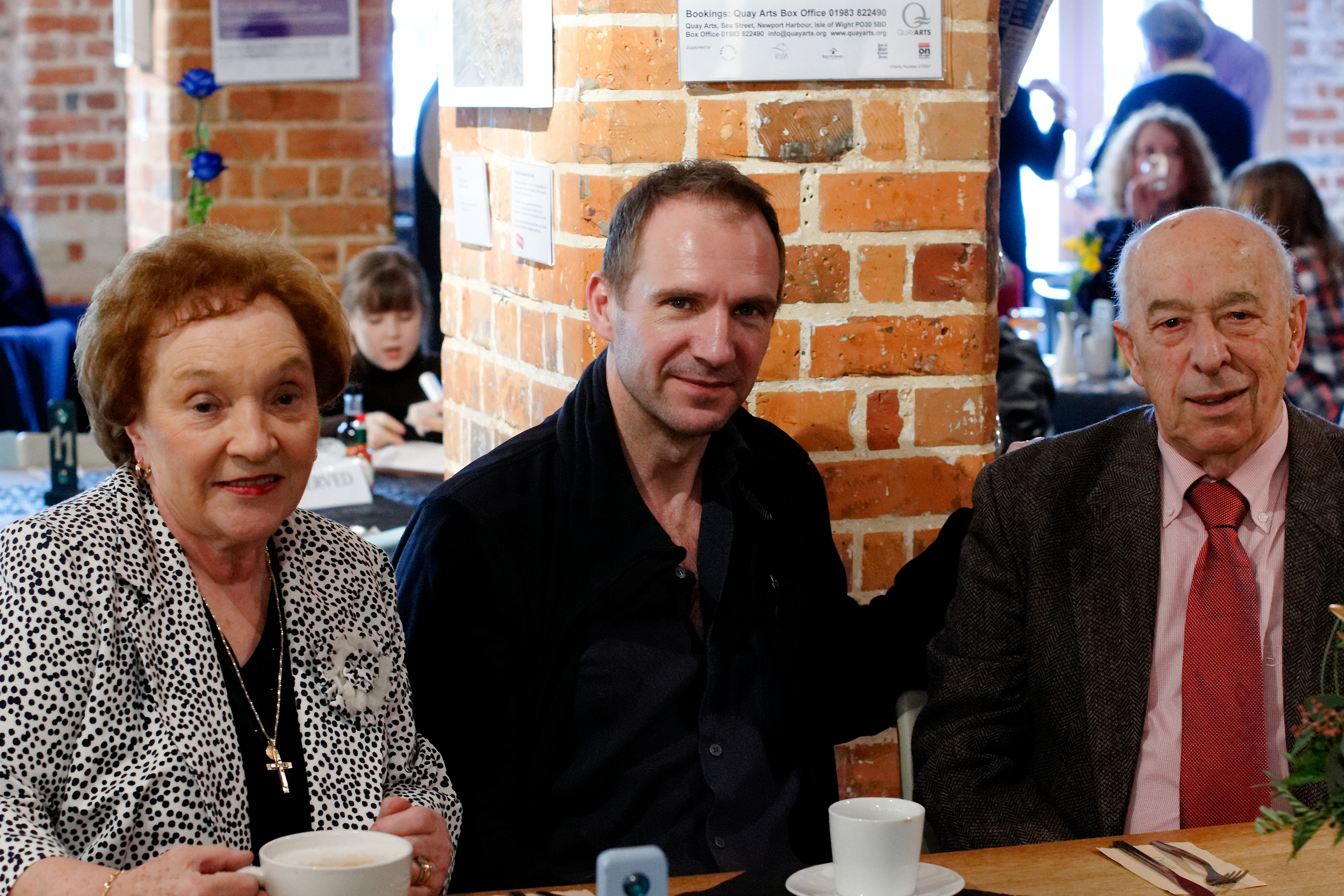
費恩斯跟艾迪與歌莉亞·明格拉於英國出席2011年的明格拉電影節。

2010年4月，費恩斯在《人‧神‧魔戰》中飾演哈帝斯，該片是翻拍自1981年的同名電影。2012年，他主演了第23部由森·曼特斯執導的占士·邦系列電影《新鐵金剛：智破天凶城》。在隨後的占士·邦系列電影中，他取代了女爵士茱迪·丹芝成為新任代號M的角色。2013年，費恩斯於廣受好評的電影《狄更斯的秘密情史》中既擔任導演又是男主角（查理斯·狄更斯的角色）。

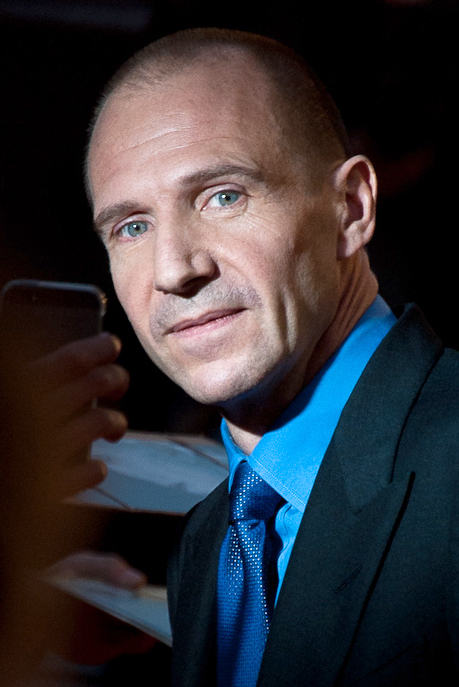
2013年10月，費恩斯出席倫敦電影節。

儘管費恩斯並不是眾所周知的喜劇演員，然而他於2014年在韋斯·安德遜的喜劇電影《布達佩斯大酒店》中飾演禮賓部古斯塔夫先生的滑稽演出卻給人留下了深刻的印象。費恩斯利用了他在倫敦布朗酒店擔任年輕搬運工的時間以協助塑造這個角色。一位影評人說：「最後是費恩斯給觀眾留下了最深刻的印象。他的風格化、快速的表達方式、幹練的機智與愉快的髒話讓這部電影不斷冒泡。」費恩斯憑著其演出而獲得金球獎最佳音樂及喜劇類電影男主角和英國電影學院獎最佳男主角的提名。電影雜誌《帝國雜誌》就著費恩斯對古斯塔夫先生的刻畫進行了排名，把他列入「有史以來最偉大的電影角色」中的第17位。
2015年，費恩斯跟泰達·史雲頓與狄高達·莊遜一起主演了魯卡·加達連奴的驚悚片《危情後樂園》。2016年，費恩斯出現於高安兄弟設定於1950年代荷李活的集體喜劇電影《萬千星輝綁架案》，費恩斯於該片中飾演著虛構人物—著名的歐洲電影導演勞倫斯·羅佩茲。同年，他在定格動畫電影《捉妖敢死隊》中替家寶的外公—月帝配音。2017年，他在《樂高蝙蝠俠電影》裡替英國管家阿福·潘尼和夫配音，並於2019年的《LEGO英雄傳2》中再次聲演該角色。2018年，費恩斯自導自演了一部關於俄羅斯芭蕾舞者魯道夫·雷里耶夫的傳記電影《白色烏鴉》，他憑著執導該片而獲得東京國際電影節的「傑出藝術貢獻特別成就獎」。2019年，費恩斯於塔吉·阿米拉尼（Taghi Amirani）的專題紀錄片《政變53》中飾演英國軍情六處特工諾文·達比，達比是1953年伊朗政變的合著者，這是軍情六處與中央情報局聯合發動的軍事政變，推翻了伊朗的民主。達比後來於1993年去世。

### 2020年代
2015年，費恩斯在羅拔·唐尼主演的家庭奇幻冒險電影《怪醫D老篤》中替一隻老虎角色配音。同年，他於倫敦塔橋劇院演出大衛·希爾的獨白戲劇《擊敗魔鬼》，然後在2021年的該劇電影版中飾演同一角色。
同樣在2021年，他跟嘉莉·慕萊根與莉莉·詹絲一起主演了英國劇情片《考古奪寶》，他飾演的角色為薩福克考古學家巴茲爾·布朗。電影獲得了正面的評價，評論家都讚賞他的演出。《衛報》的影評人馬克·克默德形容費恩斯的演繹有著「令人欽佩的口才」。在2021年的稍後時間，費恩斯主演了馬菲·域肯的時代間諜電影《皇家特工：第一任務》和福永丞次的占士·邦電影《007：生死有時》。
費恩斯於2021年重返倫敦塔橋劇院的舞台，演出大衛·希爾的最新戲劇《直綫偏執狂》。費恩斯於該劇中飾演紐約傳奇城市規劃師羅伯·摩斯。他的演出獲得《綜藝雜誌》的好評如潮，它指「費恩斯的大膽令人信服，控制著威脅，他的偏執狂在惡意的邊緣搖搖欲墜」。在《衛報》的五星好評如潮中，影評人馬克·勞森把費恩斯的演出描述為「令人著迷」和「演技勝利」。據宣布，該作品將於2022年10月至12月在外百老匯的戲棚首次亮相紐約舞台。
2022年，費恩斯於馬克·邁洛德執導的恐怖喜劇《五腥級盛宴》中飾演主廚朱利安·斯洛維克。他憑著其表現而獲得金球獎最佳音樂及喜劇類電影男主角的提名。同樣於2022年，費恩斯跟他的妹妹—電影製作人蘇菲·費恩斯合作，把他創作和表演的T·S·艾略特的詩《四個四重奏》搬上銀幕。最初的舞台表演被評為「一場壯觀的戲劇體驗」，以及是「一場關於世界受到威脅的淒美獨角戲」。在蘇菲·費恩斯的電影中，「鏡頭和屏幕帶來全新的，甚至更親密的視角」。

#### 即將開展的項目
2023年，費恩斯將會跟導演韋斯·安德遜在電影《亨利·休格的神奇故事》重聚，那是改編自羅爾德·達爾的短篇小說，並將與班尼狄·甘巴貝治、迪·柏特爾及賓·京士利演對手戲。

## 私人生活

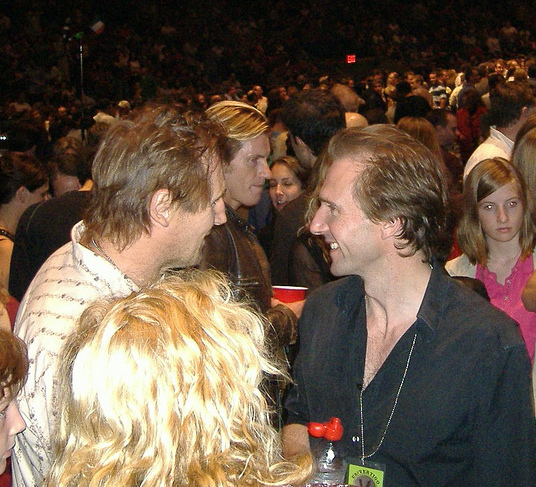
2005年，費恩斯（右）於U2的紐約演唱會上跟里安·納遜（左）交談。

費恩斯是聯合國兒童基金會英國大使，他曾在印度、吉爾吉斯、烏干達和羅馬尼亞開展工作。他還是加拿大慈善機構反對種族主義藝人（Artists Against Racism）的成員。
費恩斯於皇家戲劇藝術學院就讀時結識了於同校就讀的英國女演員阿莉克絲·金斯頓，他們於交往十年後的1993年結婚。然而費恩斯於1995年跟比他年長18歲的女演員法蘭西絲卡·安妮絲發生婚外情後，後來他與金斯頓於1997年離婚。2006年2月，有媒體揭露了費恩斯跟羅馬尼亞歌手科妮莉亞·克里桑（Cornelia Crisan）有染的緋聞後，費恩斯跟安妮絲於2006年2月7日（即兩人在一起的11年後）宣布分手。
2006年末，有消息指費恩斯正跟美國女演員艾倫·巴金交往。然而費恩斯於2007年在從澳洲達爾文飛往孟買的航班上跟澳洲航空的空中服務員發生性關係而捲入醜聞。在最初的否認之後，確定了他們二人在飛機的洗手間裡發生過性關係，而該空中服務員的工作被澳航終止。澳洲小品電視節目《喜劇公司》中也提到了這一事件。
2017年9月7日，費恩斯憑著他於塞爾維亞的工作而獲得該國的公民身份，該決定由塞爾維亞總理安娜·布爾納比奇簽發。費恩斯在接受《倫敦旗幟晚報》時表示：「我不收集這樣的東西。我買了很多書，這就是我最接近收集任何東西的時候了。」
費恩斯會說一些俄語，這使他能夠在2018年電影《白色烏鴉》中扮演亞歷山大·普希金。

## 政治取向
費恩斯反對英國離開歐盟（英國脫歐）。繼2016年歐盟成員國公投後，費恩斯表示：「我強烈支持留歐。我認為我們與歐洲的聯繫，儘管在目前的狀態下可能存在缺陷......在我看來，歐盟的目的是消除互動貿易壁壘、文化、談論文化與國家之間的動態對話障礙」。
費恩斯在2021年3月接受《每日電訊報》的採訪，他對J·K·羅琳對跨性別者的評論遭到強烈反對後表示同情，他說：「我無法理解針對她辛辣的批評。我可以理解得到爭論的激烈程度，但我發現這個指責的時代，以及譴責的必要性是不合理的。我發現人們對與他們不同的觀點所表達的仇恨程度，以及對待他人的語言暴力令人不安。」

## 作品

### 舞台劇
| 年份    | 電影 | 角色                                                             | 演出地點                                    | 備註          |
| ------- | --- | ---------------------------------------------------------------- | ------------------------------------------- | ------------- |
| 1985    | 第十二夜 | 古里奧（Curio）                                                  | 倫敦攝政公園露天劇場                        |               |
| 1985    | 仲夏夜之夢 | 蛛網（Cobweb）                                                   | 倫敦攝政公園露天劇場                        |               |
| 1986    | 仲夏夜之夢 | 萊山德（Lysander）                                               | 倫敦攝政公園露天劇場                        |               |
| 1986    | 羅密歐與朱麗葉 | 羅密歐（Romeo）                                                  | 倫敦攝政公園露天劇場                        |               |
| 1987    | 六個尋找作者的劇中人 | 兒子（Son）                                                      | 倫敦皇家國家劇院                            |               |
| 1987    | 父與子 | 阿爾卡季·尼古拉耶維奇·基爾薩諾夫（Arkady Nikolayevich Kirsanov） | 倫敦皇家國家劇院                            |               |
| 1987    | 亭塘礦（Ting Tang Mine） | 麗莎球（Lisha Ball）                                             | 倫敦皇家國家劇院                            |               |
| 1988    | 無事生非 | 克勞迪奧（Claudio）                                              | 皇家莎士比亞劇院                            |               |
| 1988-89 | 金雀花王朝：亨利六世（The Plantagenets: Henry VI） 愛德華四世的崛起（The Rise of Edward IV） 理查三世之死（Richard III His Death） | 亨利六世（Henry VI）                                             | 皇家莎士比亞劇院 倫敦巴比肯藝術中心         |               |
| 1989    | 約翰王 | 法國王太子                                                       | 皇家莎士比亞劇院 倫敦人民即興劇院           |               |
| 1989    | 來吃晚餐的人 | 伯特·傑斐遜（Bert Jefferson）                                    | 倫敦巴比肯藝術中心                          |               |
| 1989    | 玩火車（Playing with Trains） | 甘特（Gant）                                                     | 倫敦人民即興劇院                            |               |
| 1990    | 特洛伊羅斯與克瑞西達 | 特洛伊羅斯（Troilus）                                            | 皇家莎士比亞劇院                            |               |
| 1990    | 李爾王 | 埃德蒙（Edmund）                                                 | 皇家莎士比亞劇院                            | [ 62 ]        |
| 1991    | 愛的徒勞 | 納瓦拉國王（King of Navarre）                                    | 皇家莎士比亞劇院 倫敦巴比肯藝術中心         |               |
| 1995    | 王子復仇記 | 哈姆雷特王子（Prince Hamlet）                                            | 倫敦哈克尼帝國劇院 百老匯劇院區貝拉斯科劇院 | [ 63 ]        |
| 1997    | 伊萬諾夫 | 伊萬諾夫（Ivanov）                                               | 倫敦阿爾梅達劇院                            |               |
| 2000    | 科利奧蘭納斯 | 科利奧蘭納斯（Coriolanus）                                       | 布魯克林區的布魯克林音樂學院                | [ 63 ]        |
| 2000    | 理查二世 | 理查二世（Richard II）                                           | 布魯克林區的布魯克林音樂學院                | [ 63 ]        |
| 2001    | 我所寫的戲劇 | 賴夫·費恩斯爵士（Sir Ralph Fiennes）                             | 倫敦溫德姆劇院                              |               |
| 2003    | 說話治療（The Talking Cure） | 卡爾·榮格（Carl Jung）                                           | 倫敦皇家國家劇院                            |               |
| 2003    | 品牌 | 布蘭（Brand）                                                    | 皇家莎士比亞劇院 倫敦乾草市場劇院           |               |
| 2005    | 凱撒大帝 | 馬克·安東尼（Mark Antony）                                       | 倫敦巴比肯藝術中心 巡迴演出                 |               |
| 2006    | 信仰治療師 | 法蘭克·哈迪（Frank Hardy）                                       | 都柏林門劇院 百老匯布斯劇院                 | [ 62 ]        |
| 2007    | 初戀 | 不詳                                                             | 悉尼戲劇節（Sydney Festival）電影           | [ 64 ]        |
| 2008    | 殺戮之神 | 阿蘭·雷耶（Alain Reille）                                        | 倫敦吉爾古德劇院                            | [ 62 ]        |
| 2008    | 俄狄浦斯王 | 伊底帕斯                                                         | 倫敦皇家國家劇院                            | [ 65 ]        |
| 2011    | 暴風雨 | 普羅斯佩羅                                                       | 倫敦乾草市場劇院                            | [ 66 ]        |
| 2013    | 國家大劇院：舞台上的50年（National Theatre: 50 Years on Stage）                                                                    | 《真理報（Pravda）》的林伯特·勒魯（Lambert Le Roux）             | 倫敦皇家國家劇院                            | [ 62 ]        |
| 2015    | 蕭伯納人與超人 | 傑克·坦納（Jack Tanner）                                         | 倫敦皇家國家劇院                            | [ 67 ]        |
| 2016    | 建築大師 | 哈爾瓦德·索尼斯（Halvard Solness）                               | 倫敦舊維克劇場                              | [ 62 ]        |
| 2016    | 理查三世 | 格洛斯特公爵理查德（Richard, Duke of Gloucester）                | 倫敦阿爾梅達劇院                            | [ 62 ]        |
| 2018    | 安東尼與克麗奧佩托拉 | 安東尼（Antony）                                                 | 倫敦皇家國家劇院                            | [ 68 ]        |
| 2020    | 擊敗魔鬼 | 不詳                                                             | 倫敦塔橋劇院                                |               |
| 2021    | 四個四重奏（Four Quartets） | 不詳                                                             | 巴斯皇家劇場 巡迴演出                       |               |
| 2022    | 直綫偏執狂 | 羅伯·摩斯                                                        | 倫敦塔橋劇院 外百老匯的戲棚                 | [ 69 ] [ 70 ] |

### 電視
| 年份      | 劇集／節目                     | 角色                              | 備註            |
| --------- | ------------------------------ | --------------------------------- | --------------- |
| 1990      | 一個危險的男人：阿拉伯的勞倫斯 | 湯瑪斯·愛德華·勞倫斯              | 電視電影        |
| 1991      | 重案真凶                       | 米高（Michael）                   | 兩集            |
| 2003      | 自由的孩子                     | 第一代康沃利斯侯爵查理斯·康華利斯 | 動畫；聲演      |
| 2008      | 情同姊妹                       | 伯納德·拉弗蒂（Bernard Lafferty） | HBO電視電影     |
| 2011      | 第八頁                         | 亞歷克·比斯利（Alec Beasley）     | PBS電視電影     |
| 2011-2014 | 煩惱的牧師                     | 倫敦主教                          | 兩集            |
| 2014      | 諜戰風雲                       | 亞歷克·比斯利（Alec Beasley）     | 電視電影        |
| 2014      | 諜戰風雲續集                   | 亞歷克·比斯利（Alec Beasley）     | 電視電影        |
| 2022      | 哈利·波特20周年：重返霍格華兹  | 他本人                            | HBO Max特備節目 |

### 電影
| 年份 | 電影                       | 角色                                                                                       | 備註                     |
| ---- | -------------------------- | ------------------------------------------------------------------------------------------ | ------------------------ |
| 1992 | 艾米莉·勃朗特的呼嘯山莊    | 希斯克利夫                                                                                 |                          |
| 1993 | 魔法聖嬰                   | 主教的兒子                                                                                 |                          |
| 1993 | 舒特拉的名單               | 阿蒙·哥特                                                                                  |                          |
| 1994 | 幕後謊言                   | 美國學者查理斯·凡·多倫                                                                     |                          |
| 1995 | 末世纪暴潮                 | 萊尼·尼路（Lenny Nero）                                                                    |                          |
| 1996 | 別問我是誰                 | 艾馬殊                                                                                     |                          |
| 1997 | 玻璃之戀                   | 奧斯卡·霍普金斯（Oscar Hopkins）                                                           |                          |
| 1998 | 復仇者                     | 約翰·斯蒂德（John Steed）                                                                  |                          |
| 1998 | 埃及王子                   | 拉美西斯二世                                                                               | 配音                     |
| 1999 | 陽光情人                   | 伊格納兹·索南舍恩（Ignatz Sonnenschein） 阿當·索爾斯（Adam Sors） 伊萬·索爾斯（Ivan Sors） |                          |
| 1999 | 遲來的情書                 | 葉甫蓋尼·奧涅金                                                                            | 兼任執行製片人           |
| 1999 | 愛情的盡頭                 | 莫里斯·本德里克斯（Maurice Bendrix）                                                       |                          |
| 2000 | 奇蹟製造者                 | 耶穌基督                                                                                   | 配音                     |
| 2002 | 童魘                       | 丹尼斯·「蜘蛛」·克萊格（Dennis "Spider" Cleg）                                             |                          |
| 2002 | 寶刀未老                   | 東尼·安吉爾（Tony Angel）                                                                  | 不記名                   |
| 2002 | 沉默的赤龍                 | 法蘭西斯·多拉海德                                                                          |                          |
| 2002 | 女傭變鳳凰                 | 基斯杜化·馬歇爾（Christopher Marshall）                                                    |                          |
| 2005 | 我行我素                   | 市長米高·埃布斯（Mayor Michael Ebbs）                                                      |                          |
| 2005 | 恐色症                     | 史提芬·圖洛克（Stephen Tulloch）                                                           |                          |
| 2005 | 無國界追兇                 | 賈斯汀·奎爾（Justin Quayle）                                                               |                          |
| 2005 | 超級無敵掌門狗之世紀大騙兔 | 維多·夸特曼勳爵（Lord Victor Quartermaine）                                                | 配音                     |
| 2005 | 情訂上海                   | 陶德·積遜（Todd Jackson）                                                                  |                          |
| 2005 | 哈利波特：火盃的考驗       | 佛地魔                                                                                     |                          |
| 2006 | 盲者之國                   | 祖（Joe）                                                                                  |                          |
| 2007 | 哈利波特：鳳凰會的密令     | 佛地魔                                                                                     |                          |
| 2008 | 殺手沒有假期               | 哈利·沃特斯（Harry Waters）                                                                |                          |
| 2008 | 叛逆激情－她與戴安娜的命運 | 第五代德文郡公爵威廉·卡文迪許                                                              |                          |
| 2008 | 讀愛                       | 成年後的米沙毅·伯格（Older Michael Berg）                                                  |                          |
| 2009 | 拆彈雄心                   | 作戰小隊的隊長                                                                             |                          |
| 2009 | 哈利波特：混血王子的背叛   | 佛地魔                                                                                     | 客串演出                 |
| 2010 | 友情十字路                 | 肯德里克先生（Mr. Kendrick）                                                               |                          |
| 2010 | 人‧神‧魔戰                 | 哈帝斯                                                                                     |                          |
| 2010 | 魔法褓母麥克菲2            | 格雷勳爵（Lord Gray）                                                                      |                          |
| 2010 | 最狂野的夢                 | 佐治·馬洛里                                                                                |                          |
| 2010 | 哈利波特：死神的聖物1      | 佛地魔                                                                                     |                          |
| 2011 | 哈利波特：死神的聖物2      | 佛地魔                                                                                     | [ 71 ]                   |
| 2011 | 英雄叛國記                 | 科利奧蘭納斯                                                                               | 首次擔任導演及電影製作人 |
| 2012 | 狂．神．魔戰               | 哈帝斯                                                                                     |                          |
| 2012 | 新鐵金剛：智破天凶城       | M先生／加雷斯·馬洛里                                                                       |                          |
| 2012 | 遠大前程                   | 亞伯·馬格維契                                                                              |                          |
| 2013 | 狄更斯的秘密情史           | 查爾斯·狄更斯                                                                              | 兼任導演                 |
| 2014 | 布達佩斯大酒店             | 古斯塔夫·H先生（Monsieur Gustave H.）                                                      |                          |
| 2014 | 鄉間一月                   | 米哈伊爾·亞歷山德羅維奇·拉基京（Mikhail Aleksandrovich Rakitin）                           |                          |
| 2015 | 池畔謎情                   | 哈利·霍奇斯（Harry Hawkes）                                                                |                          |
| 2015 | 007：鬼影帝國              | M先生／加雷斯·馬洛里                                                                       |                          |
| 2016 | 萬千星輝綁架案             | 勞倫斯·羅佩茲（Laurence Laurentz）                                                         |                          |
| 2016 | 捉妖敢死隊                 | 月帝（The Moon King）                                                                      | 配音                     |
| 2017 | 樂高蝙蝠俠電影             | 阿福·潘尼和夫                                                                              | 配音                     |
| 2017 | 海愁                       | 普羅斯佩羅（Prospero）                                                                     |                          |
| 2018 | 白色烏鴉                   | 俄羅斯芭蕾舞者魯道夫·雷里耶夫                                                              | 兼任導演和製片人         |
| 2018 | 神經戇探：福爾摩斯與華生   | 詹姆斯·莫里亞蒂教授/雅各布·馬斯格雷夫（Jacob Musgrave）                                    |                          |
| 2019 | 官謊真相                   | 本·愛默生                                                                                  |                          |
| 2019 | LEGO英雄傳2                | 阿福                                                                                       | 配音                     |
| 2020 | 怪醫D老篤                  | 貝利（Barry）                                                                              | 配音                     |
| 2021 | 考古奪寶                   | 巴茲爾·布朗                                                                                |                          |
| 2021 | 007：生死有時              | M先生／加雷斯·馬洛里                                                                       |                          |
| 2021 | 寬恕                       | 大衛·亨寧格（David Henninger）                                                             |                          |
| 2021 | 金牌特務：金士曼起源       | 牛津公爵奧蘭多奧蘭多（Orlando, Duke of Oxford）                                            | 兼任執行製片人           |
| 2022 | 五腥級盛宴                 | 朱利安·史洛威克（Chef Slowik）                                                             |                          |
| 2023 | 亨利·休格的神奇故事        | 羅爾德·達爾 / 警察(Roald Dahl / The Policeman)                                             |                          |
| 2024 | 教宗選戰                   | 湯馬士·羅倫士樞機（Cardinal Thomas Lawrence）                                              |                          |
| 2025 | 28年毀滅倒數               | 待定                                                                                       |                          |

### 電子遊戲
| 年份 | 遊戲名稱                                             | 角色   | 備註     |
| ---- | ---------------------------------------------------- | ------ | -------- |
| 2005 | 哈利波特：火盃的考驗                                 | 佛地魔 |          |
| 2007 | 哈利波特：鳳凰會的密令                               | 佛地魔 |          |
| 2015 | 占士·邦：間諜世界 （James Bond: World of Espionage） | M先生  | 手機遊戲 |

## 榮譽
| 年份 | 電影                       | 頒獎禮                 | 獎項                               | 結果     | 備註   |
| ---- | -------------------------- | ---------------------- | ---------------------------------- | -------- | ------ |
| 1993 | 舒特拉的名單               | 英國電影學院獎         | 最佳男配角                         | 獲獎     | [ 72 ] |
| 1993 | 舒特拉的名單               | 金球獎                 | 最佳電影男配角                     | 提名     | [ 73 ] |
| 1994 | 舒特拉的名單               | 奧斯卡金像獎           | 最佳男配角                         | 提名     | [ 74 ] |
| 1995 | 王子復仇記                 | 東尼獎                 | 最佳戲劇男主角                     | 獲獎     |        |
| 1996 | 末世纪暴潮                 | 土星獎                 | 最佳電影男主角                     | 提名     | [ 75 ] |
| 1996 | 別問我是誰                 | 英國電影學院獎         | 最佳男主角                         | 提名     | [ 72 ] |
| 1996 | 別問我是誰                 | 金球獎                 | 劇情類電影最佳男主角               | 提名     | [ 73 ] |
| 1996 | 別問我是誰                 | 美國演員工會獎         | 最佳男主角                         | 提名     | [ 76 ] |
| 1996 | 別問我是誰                 | 美國演員工會獎         | 最佳電影演員                       | 提名     | [ 76 ] |
| 1996 | 別問我是誰                 | 衛星獎                 | 戲劇類最佳男主角                   | 提名     |        |
| 1997 | 別問我是誰                 | 奧斯卡金像獎           | 最佳男主角                         | 提名     | [ 77 ] |
| 1999 | 陽光情人                   | 歐洲電影獎             | 最佳男主角                         | 獲獎     |        |
| 1999 | 陽光情人                   | 吉尼獎                 | 最佳男演員                         | 提名     |        |
| 1999 | 愛情的盡頭                 | 英國電影學院獎         | 最佳男主角                         | 提名     |        |
| 1999 | 埃及王子                   | 安妮獎（Annie Awards） | 劇情片製作中配音傑出成就獎         | 提名     |        |
| 2002 | 沉默的赤龍                 | 土星獎                 | 最佳電影男配角                     | 提名     |        |
| 2005 | 無國界追兇                 | 英國獨立電影獎         | 最佳男主角                         | 獲獎     |        |
| 2005 | 無國界追兇                 | 倫敦影評人協會獎       | 年度英國男主角                     | 獲獎     |        |
| 2005 | 無國界追兇                 | 英國電影學院獎         | 最佳男主角                         | 提名     |        |
| 2005 | 無國界追兇                 | 聖路易斯影評人協會獎   | 最佳男主角                         | 提名     |        |
| 2006 | 信仰治療師                 | 東尼獎                 | 最佳話劇男主角                     | 提名     | [ 78 ] |
| 2006 | 情同姊妹                   | 金球獎                 | 迷你劇或電視電影最佳男主角         | 獲獎     | [ 73 ] |
| 2007 | 哈利波特：鳳凰會的密令     | 尖叫獎                 | 最佳醜角                           | 獲獎     |        |
| 2008 | 殺手沒有假期               | 英國獨立電影獎         | 最佳男配角                         | 提名     |        |
| 2008 | 叛逆激情：她與戴安娜的命運 | 金球獎                 | 最佳電影男配角                     | 提名     | [ 73 ] |
| 2008 | 叛逆激情：她與戴安娜的命運 | 英國獨立電影獎         | 最佳男配角                         | 提名     |        |
| 2008 | 叛逆激情：她與戴安娜的命運 | 倫敦影評人協會獎       | 年度英國男主角                     | 提名     |        |
| 2008 | 情同姊妹                   | 黃金時段艾美獎         | 優秀男主角                         | 提名     | [ 79 ] |
| 2008 | 情同姊妹                   | 美國演員工會獎         | 迷你劇或電視電影中傑出表現男主角   | 提名     | [ 80 ] |
| 2011 | 科利奧蘭納斯               | 英國電影學院獎         | 英國作家、導演或製片人的傑出處女作 | 提名     | [ 72 ] |
| 2011 | 哈利波特－死神的聖物2      | 尖叫獎                 | 最佳反派                           | 獲獎     | [ 81 ] |
| 2012 | 哈利波特－死神的聖物2      | 土星獎                 | 最佳電影男配角                     | 提名     |        |
| 2014 | 布達佩斯大酒店             | 國家影評人協會獎       | 最佳男主角                         | 亞軍     |        |
| 2014 | 布達佩斯大酒店             | 多倫多影評人協會獎     | 最佳男主角                         | 季軍     |        |
| 2014 | 布達佩斯大酒店             | 金球獎                 | 最佳音樂及喜劇類電影男主角         | 提名     | [ 73 ] |
| 2014 | 布達佩斯大酒店             | 美國演員工會獎         | 最佳集體演出                       | 提名     | [ 82 ] |
| 2014 | 布達佩斯大酒店             | 英國電影學院獎獎       | 最佳男主角                         | 提名     | [ 72 ] |
| 2014 | 布達佩斯大酒店             | 評論家選擇協會獎       | 最佳男主角                         | 提名     |        |
| 2014 | 布達佩斯大酒店             | 評論家選擇協會獎       | 影評人選擇大獎最佳喜劇男主角       | 提名     |        |
| 2014 | 布達佩斯大酒店             | 聖地牙哥影評人協會獎   | 最佳男主角                         | 提名     |        |
| 2018 | —                          | 東京國際電影節         | 最佳藝術貢獻獎                     | 獲獎     |        |
| 2019 | —                          | 斯坦尼斯拉夫斯基獎     |                                    | 獲得榮譽 | [ 83 ] |

## 備註
1. ↑  此英國人具有雙重姓氏—特威斯頓-維克漢-費恩斯（英语：Twisleton-Wykeham-Fiennes family），但他以其姓氏費恩斯而為人所知。

## 外部連結
- 雷夫·范恩斯在互联网电影资料库（IMDb）上的資料（英文）